# アペル・レ・フェノザ
アペル・レ・フェノザ（Apel·les Fenosa i Florensa、1899年5月16日 - 1988年3月25日）は、スペイン・バルセロナ出身の彫刻家。バルセロナとフランスのパリを拠点とし国際的に活躍した。

## 経歴
出典：
1899年にスペインのバルセロナに生まれた。バルセロナの市立学校で勉強を始め、彫刻家のエリック・カサノバ・イ・ロワのアトリエに弟子入り。そこで、プラスティック芸術と彫刻に興味を持つ。1920年にはスペイン軍への入隊を拒否し、フランスに向かった。1921年にはトゥールーズに立ち寄り、その後パリに移った。パリではジュール・シュペルヴィエル、マックス・ヤコブ、そしてとりわけパブロ・ピカソと出会い、ピカソの後援の元でパリの画壇に顔を出す。ピカソの後押しで「光の街」の芸術界の一員となった。　ピカソは彼が彫刻の道に進む事を奨励し、フェノザのパリでの最初の作品を購入している。1924年にはパリとバルセロナの両方で展示会を開催。1928年にマックス・ヤコブはザボロフスキーギャラリーと同様にパリで初めての展覧会の前に立会う事になる。
1942年、彼はピカソの家で詩人のポール・エルアードと出会い、その後エルアードや画家達と週に何回か食事をする機会に恵まれた。その後、エルアードはフェノザにコレクションに含まない詩を捧げた。1944年、リムーザン解放委員会からオラドーシュールグラーネの大虐殺の記念碑を依頼され、フェノザはオラドールの殉教者への記念碑（1944-1945）を制作。1946年からは、パリ、ロンドン、バルセロナ、マドリード、プラハ、ニューヨーク、東京、ラバト、大阪、カサブランカ、カッラーラで個展またはグループ展を開催。 エルアード、ジャン・コクトー、シュペルヴィエル、フランシス・ポンジュ、パブロ・ネルーダ、クールノー、カイロワ、エスプリルの各時代の最も偉大な作家と詩人たちは、彼の個人的な展覧会に先駆けて開催された。
1981年にはユネスコから依頼を受け、平和教育賞の受賞者に対するオリビエの小像を制作した。1982年、スペインのカタルーニャ州政府から、金のメダルを受賞した。1983年、フランス政府からレジオンドヌール勲章（シェバリエ）を受賞し、1987年、スペインのバルセロナ市からメダルを受賞した。1988年3月25日にフランス・パリの自宅で死去。

## 回顧展
出典：
- 1946年と1970年 - パリのジャック・デュブルグにて6回の個展
- 1979年 - マドリードのスペイン国立図書館にて回顧展
- 1980年 - パリのロダン美術館にて回顧展
- 1983-1884年 - スペインのバルセロナ　ヴィレイナ・デ・パラウにて回顧展
- 2009年 - パリのヴィヴォイクイデムギャラリーにて回顧展

## 作品
出典：

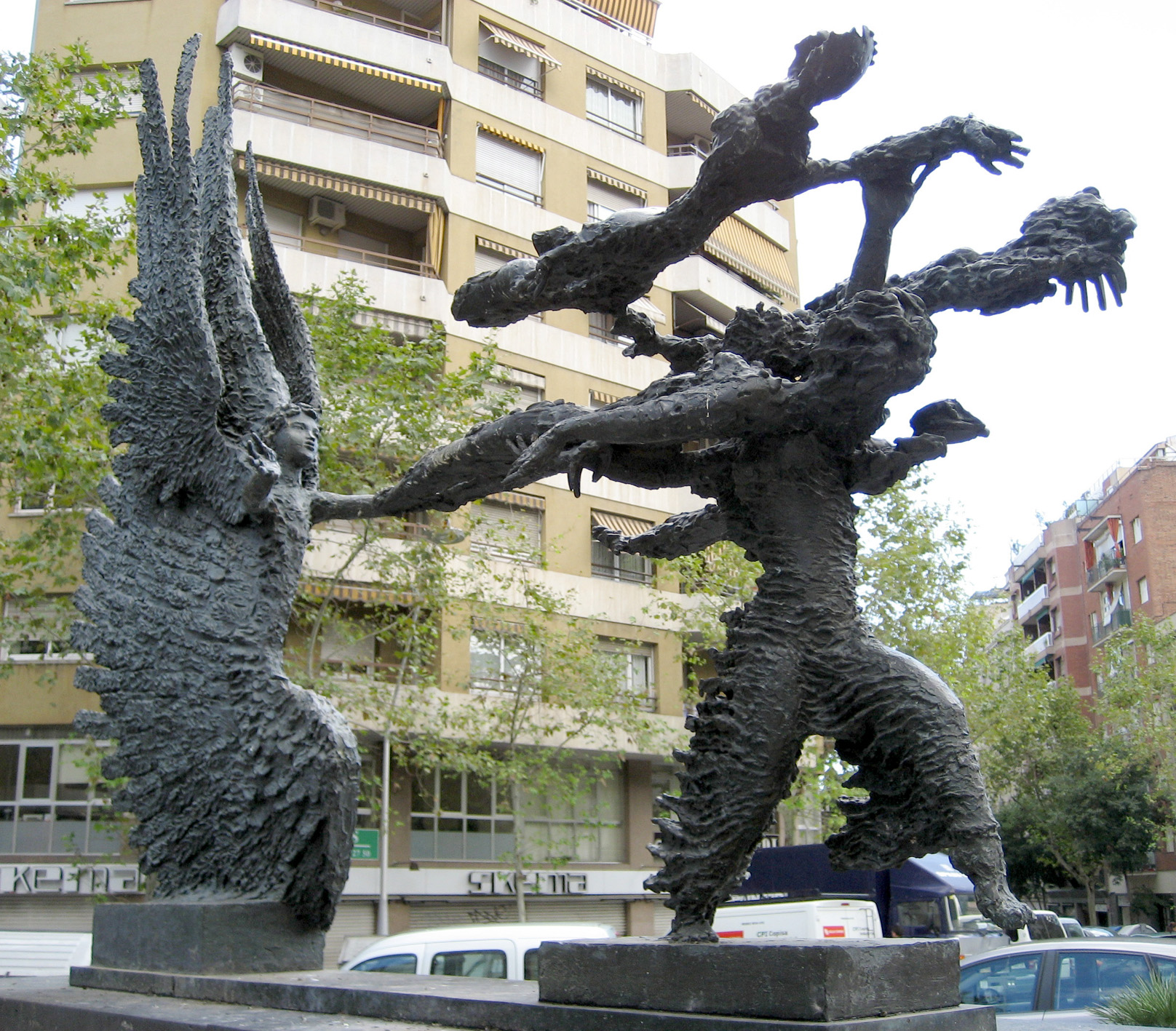
El bon temps perseguint la tempesta, バルセロナ

- 1923 : 『ギターリスト』 Guitarrista
- 1925 : 『座る女性』　Mujer sentada　パリ　フランス
- 1929 : 『パルミラ』　Palmira　パリ　フランス
- 1930 : 『嘘つきの女』　Mujer tendida　バルセロナ　スペイン
- 1931 : 『バルコニーの女の子』Muchacha en el balcón　バルセロナ　スペイン
- 1938 : 『リエイダ』　Lleida
- 1939 : 『スカーフをつけたジャンコクトー胸像』　Buste de Jean Cocteau à l'écharpe
- 1939 : 『ジャン・マレイ胸像』　Buste de Jean Marais
- 1944 : 『オラドール＝シュール＝グレイン殉教者への記念碑』　Monument aux martyrs d'Oradour-sur-Glane　オラドール＝シュール＝グレイン　フランス
- 1950 : 『ファエトン姉妹の変容』　Métamorphose des sœurs de Phaéton　フォンダシヨン　アーペル・レ・フェノザ　タラゴーネ　スペイン
- 1951 : 『レリーフ　オーフィリア』　Bas-relief Ophélie, inspiré par Arthur Rimbaud　フォンダシヨン　アーペル・レ・フェノザ　タラゴーネ　スペイン
- 1957 : 『クリスト』Christ　クリスト王の教会　フライブルグ　スイス
- 1957 : 『テンペスト』　Tempestad perseguida por el Buen Tiempo
- 1961 : 『腕を上げた女』Mujer con los brazos alzados　フォンダシヨン　アーペル・レ・フェノザ　タラゴーネ　スペイン
- 1966 : 『帽子を被ったにコールの胸像』　Busto de Nicole con sombrero
- 1970 : 『プライメーラ』　La Primera フォンダシヨン　アーペル・レ・フェノザ　タラゴーネ　スペイン
- 1971 : 『オーランドの怒り』　Orlando furioso　フォンダシヨン　アーペル・レ・フェノザ　タラゴーネ　スペインと　コンプレックスアンチゴネ　モンペリエ　フランス
- 1949 : 『ポリフェーム』　Polyphème ドール（ジュラ）　フランス
- 1973 : 『春』　Primavera フォンダシヨン　アーペル・レ・フェノザ　タラゴーネ　スペイン
- 1973 : 『スフィンクス』Sphinx　. 憲法評議会　パリ　フランス
- 1977 : 『パウ　カサルスのモニュメント』　Monument à Pau Casals　テュロパルク　バルセロナ　スペイン
- 1977 :『聖ヨハネのドラゴンを倒すレリーフ』 Relief de Saint Georges terrassant le dragon　カタロニア研究センター　ソルボンヌ　パリ　フランス
- 1978 : 『天気を追う天気』　El Buen Tiempo persiguiendo a la Tempestad　アベニューガウディー　バルセロナ　スペインと　ラディフェンス　パリ　フランス

## 書籍
- Josefina Alix, Escultura Española 1900/1936, Madrid, Ediciones El Viso, 1985 ISBN 84-7483-412-0
- Jean-Charles Gateau, Éluard, Picasso et la peinture (1936-1952), Paris, Droz, 1983
- Roger Caillois, Fenosa, recueil de dix proses illustrées de vingt lithographies originales de l'artiste, Paris, Fernand Mourlot, 1972
- Francis Ponge, Des étrangetés naturelles, illustré de sept lavis de Fenosa, Marseille
- Bernard Noël et Bernard Vargaftig, Suite Fenosa, Marseille, Ryôan Ji, André Dimanche éd., 1987
- Jean-Marie Gleize, Le temps n'existe pas, Paris, A Encrages, 1990 (édition française)
- Jean Leymarie, Fenosa, Genève, Skira, 1993 (édition française)
- Apel.les Fenosa, Propos d'atelier, édition établie, annotée et présentée par Bertrand Tillier, Creil et Cognac, Dumerchez & Le Temps qu'il fait, 1996
- Collectif, Fenosa ou le Limon ailé, Cognac, Le temps qu'il fait, 1997 
  - Contributions de Jordi Pujol, Federico Mayor, Michel Cournot, Jean-Marie Gleize…
- Nicole Fenosa et Bertrand Tillier, Apel.les Fenosa, catalogue raisonné de l'œuvre sculpté, Barcelone et Paris, Ediciones Poligrafa & Flammarion, 2002